# John George Bowes

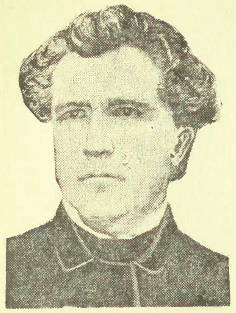
John George Bowes

John George Bowes (* 1812 (?) in Clones, Irland; † 20. Mai 1864 in Toronto) war ein kanadischer Politiker und von Januar 1851 bis Januar 1853 das erste Mal Bürgermeister von Toronto; von Januar 1861 bis Januar 1864 ein zweites Mal.
Bowes wanderte 1833 aus Irland aus und wurde von seinem Stiefbruder in York als Kaufmann angestellt. 1838 eröffnete er sein eigenes Geschäft und machte sich bald einen Namen als erfolgreicher Geschäftsmann. 1850 begann seine politische Karriere mit der Wahl in den Stadtrat, bereits ein Jahr später wurde er vom Rat zum Bürgermeister gewählt. Während dieser ersten Amtszeit war er in einem Skandal verwickelt, in welchem ihm vorgeworfen wurde, sich unrechtmäßig am Erlös der Eisenbahngesellschaft Simcoe & Lake Huron Union Railroad bereichert zu haben. 1852 war er Gründungsmitglied der Toronto and Guelph Railway Company, der er auch als Präsident vorstand. 1854 wurde er in die Legislativversammlung der Provinzen Kanadas als Repräsentant für Toronto gewählt. 1856 wurde er zum zweiten Mal ins Amt des Bürgermeisters vom Rat berufen.
John George Bowes war verheiratet und hatte neun Kinder.